# Scolesa totoma
Scolesa totoma är en fjärilsart som beskrevs av William Schaus 1900. Scolesa totoma ingår i släktet Scolesa och familjen påfågelsspinnare. Inga underarter finns listade.